# 고쿠라미나미구
고쿠라미나미구(일본어: 小倉南区)는 일본 후쿠오카현 기타큐슈시를 구성하는 7개 행정구 중 하나이다.

## 지리
기타큐슈시 남동부에 위치하고 면적은 약 35%를 차지해 7개 구 중에서 가장 면적이 넓다. 구 북쪽의 조노, 시모소네 주변을 중심으로 주택지가 퍼져 있지만 산간부도 많아 구사미 주변에는 논밭도 많이 남아 있다. 일본에서 전국적으로 유명한 "오마 죽순"의 산지인 오마 지구의 대나무 숲이 있다. 또 시내의 주택 지역으로 발전해 왔기 때문에 주택지나 맨션 등도 많다. 기타큐슈시 전체 인구의 20% 이상, 야하타니시구에 뒤이은 2번째로 많은 인구를 가지고 기타큐슈시의 행정구 중에서도 인구가 증가하고 있는 구이다. 2006년 3월 16일에 기타큐슈 공항이 스오나다바다로 이전·규모 확장했기 때문에 발전이 기대되고 있다.
기타큐슈시 남동부에 위치하기 때문에 경제·생활 면에서 유쿠하시시·미야코군·지쿠조군·다가와시·다가와군과 깊은 관계를 가져 이 방면에서의 통근·통학자도 많고 반대로 이곳의 주민 중 공업지대인 간다정으로 통근하는 사람도 많다.

## 역사
- 1889년 - 정촌제가 시행되어 기쿠군 조노촌, 히가시무라사키촌, 니시무라사키촌, 니시타니촌, 나카타니촌, 히가시타니촌, 소네촌, 기리다케촌, 시바쓰촌, 구사미촌이 성립하였다.
- 1907년 6월 1일 - 조노촌과 히가시무라사키촌이 합병해 기쿠군 기쿠촌이, 소네촌, 기라다케촌, 시바쓰촌과 구사미촌이 대등 합병해 새로운 소네촌이 각각 성립하였다.
- 1908년 4월 1일 - 니시무라사키촌을 분할 폐지해 일부가 기쿠촌에 편입되었다.
- 1917년 10월 1일 - 기쿠촌이 정으로 승격해 기쿠정이 되었다.
- 1934년 4월 1일 - 소네촌이 정으로 승격해 소네정이 되었다.
- 1937년 9월 1일 - 기쿠정이 고쿠라시에 편입되었다.
- 1941년 4월 1일 - 기쿠군 니시타니촌과 나카타니촌이 고쿠라시에 편입되었다.
- 1942년 5월 15일 - 기쿠군 소네정을 고쿠라 시에 편입하였다.
- 1948년 9월 10일 - 기쿠군 히가시타니촌을 고쿠라시에 편입하였다.
- 1963년 2월 10일 - "5시 합병"으로 기타큐슈시 고쿠라구가 성립하였다.
- 1974년 4월 1일 - 고쿠라구가 고쿠라키타구와 고쿠라미나미구로 분할되었다.

## 교육
- 기타큐슈 시립 대학

## 교통

### 공항
- 기타큐슈 공항

### 철도
- 규슈 여객철도
  - 닛포 본선
  - 히타히코산선

- 기타큐슈 고속철도
  - 고쿠라선

- 서일본 철도
  - 기타큐슈선

## 같이 보기
- 고쿠라 공항